# Дроздовидный кустарниковый жаворонок
Дроздовидный кустарниковый жаворонок (лат. Pinarocorys nigricans) — вид воробьиных птиц из семейства жаворонковых (Alaudidae). Его родиной являются юг Афротропики.

## Описание
Длина птицы составляет 18—19 см, масса 30—46 г. Длина хвоста составляет 70-80 мм, длина клюва 16-20 мм. У самцов верхняя часть тела тёмно-коричневая, только отдельные перья имеют окраску от желтовато-коричневатой до беловатой. Бровь и область вокруг глаз охристые или беловатые. Щеки и кроющие ушей светло-охристые с черновато-коричневыми краями. Подбородок и горло белые, грудь более тёмная с черновато-коричневыми полосами. Остальная нижняя часть тела белая. Первостепенные и второстепенные маховые перья тёмно-коричневые с рыжевато-коричневыми наружными опахалами и беловатыми кончиками. Хвост черновато-коричневый, рулевые перья имеют узкие беловатые или рыжевато-коричневые края. Радужная оболочка коричневая, клюв роговой. У самок верхняя часть тела несколько светлее, чем у самцов, а лицо более тусклое.

## Подвиды
Выделяют два подвида:
- P. n. nigricans (Sundevall, 1850) — юг ДР Конго, северо-запад Замбии и юго-запад Танзании;
- P. n. occidentis Clancey, 1968 — юго-запад ДР Конго и север Анголы.

## Распространение и среда обитания
Дроздовые кустарниковые жаворонки гнездятся на юге Демократической Республики Конго, на западе Танзании, в Анголе и Замбии. С октября по июнь они мигрируют к югу, достигая Намбии, Ботсваны, Зимбабве, юга Мозамбика, Эсватини и северо-востока ЮАР. Дроздовые кустарниковые жаворонки живут в лесистых саваннах миомбо, в сухих саваннах и кустарниковых зарослях и на лугах. Во время гнездового периода они могут образовывать стаи до 100 птиц.
Дроздовые кустарниковые жаворонки питаются насекомыми и другими беспозвоночными, которых ищут на земле, иногда семенами. Гнездование у них приходится на сухой сезон с августа по октябрь. Самцы в это время выполняют демонстрационные полеты, поднимаются в воздух на 30 м, после чего перелетают на куст или дерево, при этом трепеща крыльями. Птицы гнездятся на земле. В кладке два яйца.